# Роберт, Даниэл
Даниэл Роберт де Жезус (порт. Daniel Robert de Jesus; 14 февраля 1982 — 9 апреля 2010, Павлодар, Казахстан) — бразильский футболист, нападающий.

## Карьера

### Начало
Даниэл начал заниматься футболом в Сан-Паулу, оттуда он перешёл в школу «Сантоса», где занимался у тренера Марсело Фернандеса. Однако в основном составе команды Даниэл так и не дебютировал. Он перешёл в клуб «Гуарани» (Кампинас). Затем он играл за Форталезу, «Сан-Висенте» и «Баию». Позже он играл за «Оризонти», «Атлетико Алагоиньяс», за который он провёл только несколько игр из-за травмы колена, и клуб «Португеза Сантиста».

### Зарубежная карьера
Из Бразилии Даниэл уехал в Мексику, в клуб УНАМ Пумас. Он вернулся в Бразилию и оттуда, в феврале 2010 года, перешёл в казахстанский «Иртыш». Он сыграл за клуб только 1 игру, против клуба «Ордабасы». 9 апреля, на разминке перед игрой с «Кайратом», он почувствовал себя плохо, а затем потерял сознание. Ему была оказана срочная медицинская помощь, однако она не помогла, и футболист скончался. Причиной назвали возможную аллергию на холод, непривычный игроку.
Медицинским персоналом клуба, дежурившей на стадионе бригадой «Скорой помощи» и прибывшей реанимационной бригадой были приняты все необходимые в таких случаях мероприятия реанимационного характера. К сожалению, спасти жизнь Даниэла Роберта де Жезуса не удалось. Он скончался, не приходя в сознание.
По сообщениям прессы, 11 апреля 2010 года от специалистов Павлодарского центра судебной медицины было получено официальное заключение по факту смерти спортсмена. Причиной смерти Даниэла Роберта де Жезуса послужили острая коронарная недостаточность, ишемическая болезнь сердца.
Был похоронен в Бразилии.

### Последнее официальное интервью спортсмена
Павлодарская газета «Обозрение недели» 26 марта 2010 года:
На несколько наших вопросов ответил и павлодарский бразилец Даниэл Роберт де Жезус. 

— Я благодарен, что меня так здорово встретили. Показалось, что команда прекрасная, первое впечатление о ней очень хорошее. 

— Как тебе болельщики? (Перед началом чемпионата в центре «Шанырак» состоялась встреча болельщиков с командой). 

— Первая встреча показала, что они очень хорошо знают команду и любят её. Теперь надо посмотреть, как они будут болеть на стадионе. Мы же будем стараться показывать хорошую игру. 

— За „Иртыш“ три сезона провел бразилец Нилтон Мендес. 

— Да, я слышал про него. Знаю, что он был одним из лучших бомбардиров „Иртыша“. Постараюсь сыграть даже лучше. Но достижения Нилтона Мендеса, память о нем не должны заслоняться. Хочу остаться в сердцах павлодарских болельщиков Даниэлом Робертом де Жезусом, отдельной личностью в команде. Я люблю „Иртыш“, Павлодар и Казахстан!».

## Личная жизнь
Даниэл был женат. У него остался сын.